# 孟目的
孟目的（1897年10月17日—1983年5月21日），原名广义，字目的，出生于河北保定，原籍北京，中国药学家。

## 生平
1918年，孟目的毕业于华北协和医学院预科（燕京大学前身），1921年考入伦敦大学药学院。1925年回国，先后任北京协和医学院药房副主任、南京国民政府卫生部《中华药典》编辑、南京中央卫生实验处药物化学室主任。1936年，负责创办国立药学专科学校。为首任校长兼药剂学教授。他重视药品质量标准，主持编纂《中华药典》。1939年，国立药学专科学校西迁到重庆，创办校实验药厂。1940年，在香港创办协和药品公司制药厂，还选购必需的药品器材，运到后方，供军民使用。太平洋战争爆发后辗转回到重庆，创办协和制药厂，生产磺胺、葡萄糖原料及制剂。1945年抗日战争胜利，被派到上海接收日伪药厂，成立卫生署药品生化药品实验处，孟任副处长。1947年任上海善后事业保管委员会委员兼制药厂（后改称上海第一制药厂）厂长。
1949年后，孟目的历任中华人民共和国卫生部药典编纂委员会委员兼干事会总干事、副主任委员，卫生部药品检验所和卫生部药品生物制品检定所所长、名誉所长。1950年初期，组织起草《中华人民共和国药典》，于1953年出版。1952年11月中国药学会全国代表大会上，当选为副理事长兼秘书长。1955年，筹设中药整理委员会并支持建立中药实验室。1962年1月，出任卫生部药品生物制品检定所所长。1979年，国务院批示恢复药典委员会，孟仍被聘任副主任委员。为第二、第三届全国人民代表大会代表，第一届、第五届全国政协委员。1983年5月去世。